# Morkinskinna
Il Morkinskinna è una saga dei re norrena che tratta la storia dei re norvegesi tra il 1025 e il 1157. La saga fu scritta in Islanda intorno al 1220 ed è stata conservata in un manoscritto datato intorno al 1275.
Il nome Morkinskinna significa "pergamena marcia", ed era in origine il nome del libro manoscritto in cui era stata conservata. Il libro è ora conservato nella Biblioteca Reale di Copenaghen; è stato ivi portato da Þormóður Torfason nel 1662.
La saga comincia nel 1025-1026; la saga conservatasi termina improvvisamente nel 1157, ma originariamente continuava di certo, arrivando forse fino al 1177, dove il Fagrskinna e l'Heimskringla, che utilizzarono il Morkinskinna come fonte, terminano.
La saga fu pubblicata in inglese nel 2000 in una traduzione di Theodore Murdock Andersson e Kari Ellen Gade.